# Лужани-Нови
Лужани-Нови (серб. Лужани Нови, хорв. Lužani Novi) — населенный пункт (деревня) в общине Дервента, который принадлежит энтитету Республике Сербской, Босния и Герцеговина. По результатам югославской переписи населения 1991 года в Лужани-Нових проживало 561 человек.

## Население
В населении деревни преобладают хорваты, также велика доля сербской национальности.
| 1991                           | - | - | - | - | - | - |
| ------------------------------ | - | - | - | - | - | - |
| 561                            | - | - | - | - | - | - |
| Гистограмма динамики населения |   |   |   |   |   |   |

### Национальный состав
1991 год:
- Сербы — 197 человек (35,11 %)
- Хорваты — 313 человек (55,79 %)
- Югославы — 26 человек (4,63 %)
- Мусульмане — 0 человек (0,00 %)
- Другие — 25 человек (4,45 %)